# Tyus Edney
Tyus Dwayne Edney (Gardena, Kalifornija, 14. veljače 1974.) je bivši američki košarkaš i državni reprezentativac. Igrao je na mjestu beka šutera. Visine je 178 cm. Igrao je u Euroligi sezone 1998./99. za litavski BC Žalgiris iz Kaunasa.

## Sveučilišna karijera
Košarku je igrao za Visoku politehničku školu iz Long Beacha i za momčad sveučilišta UCLA Bruins s kojima je 1995. bio prvak NCAA. Iznimnim se pokazao još u prvoj sezoni. Bio je najkorisnijim brucošem u sastavu. Na drugoj godini studija već je bio najkorisnijim igračem (MVP) i igračem prve petorice konferencije All-Pacific-10 (Pac-10). 1994. je opet izabran u najbolji sastav konferencije All-Pac-10. Na zadnjoj je godini studija postigao najbolje osobne rezultate po broju postignutih koševa u sezoni (456), ukradenih lopta (74) te asistencija (216). Dijelio je mjesto najkorisnijeg igrača u sastavu zajedno s Edom O'Bannonom, najboljim obrambenim igračem, za prvi sastav konferencije All-Pac-10 treću godinu uzastopce, te je osvojio nagradu Frances Pomeroy Naismith kao najbolji igrač u državi u skupini osoba nižih od šest stopa.
9. listopada 2009. ušao je u Dvoranu slavnih UCLA-inih športaša.

## Profesionalna karijera
Potom su ga Sacramento Kingsi na Draftu 1995. izabrali u 2. krugu kao 47. izbor sveukupno te je iste godine zaigrao za taj klub. 1995./96. izabran je u drugu momčad najboljih novaka u NBA. Poslije je igrao u Boston Celticsima, a nakon njih u Europi, u Litvi, Italiji (Pallacanestro Treviso 1999. – 2000.), Ukrajini, Grčkoj, Španjolskoj i Poljskoj, uz jednogodišnji kratki povratak u NBA u Indiana Pacerse.
Izabran je u 50 osoba koje su najviše pridonijele Euroligi. 
Na Igrama dobre volje 1944. u Rusiji sa SAD-om je osvojio brončanu medalju.